# 柯本气候分类法
柯本氣候分類法（德語：Effektive Klimaklassifikation，意為「有效氣候分類法」），最被廣泛被使用的氣候分類法，由德國氣候學家弗拉迪米爾·彼得·柯本所發展出來的氣候分類法，1918年發表分類法的第一個完整版本，1936年發表最後修訂版。
柯本認為自然植被的生成源自氣候的特性，故描述氣候的最佳方式為自然植被。

柯本气候分类，1991-2020

| Af Am Aw |  | BWh BWk BSh BSk |  | Csa Csb |  | Cwa Cwb Cwc |  | Cfa Cfb Cfc |  | Dsa Dsb Dsc Dsd |  | Dwa Dwb Dwc Dwd |  | Dfa Dfb Dfc Dfd |  | ET EF |

## 总则
首先根据全球的气候分成五个主气候带（A、B、C、D、E），其中除B（乾旱带）是乾旱气候外其余为湿润气候，各带中又以气温和降水为基础，考慮年度與每月氣溫，以及降雨季節的變化，参考植被分布來确定划分出若干气候型。
| 主氣候帶 A：赤道帶 B：乾旱帶 C：溫暖帶 D：亞寒帶 E：極地帶 | 降水 W：沙漠型 S：草原型 f：濕地型 s：夏天旱季型 w：冬天旱季型 m：季風型 | 氣溫 h：炎熱乾燥 k：寒冷乾燥 a：夏季炎熱 b：夏季溫暖 c：夏季涼快 d：顯著大陸型 F：極地冰帽 T：極地苔原 |

### A：赤道帶

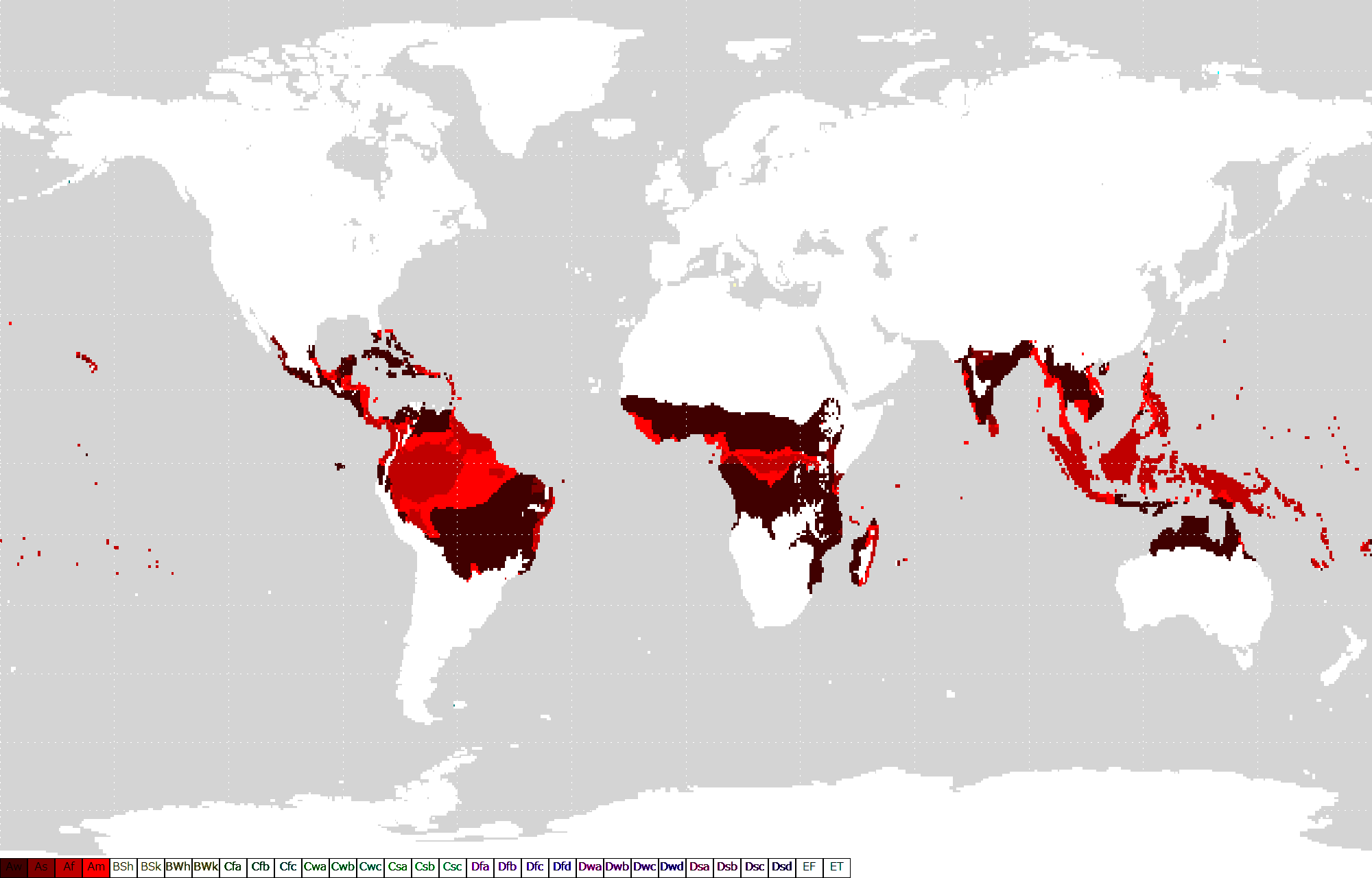
柯本气候分类–熱帶型氣候

熱帶型氣候的特徵是水平面與低海拔地區全年高溫炎熱，每月平均氣溫在18 °C（64.4 °F）以上，根据降水的差异分为三个主要气候型。
- Af：熱帶雨林氣候（英語：Tropical rain forest climate），受赤道無風帶支配，全年高溫多雨，沒有明顯的季節，每月平均降水在60毫米（mm）以上，一般都在赤道南北5到10度，在一些陸地東部靠海地帶，會到赤道南北25度。
- Am：熱帶季風氣候（英語：Tropical monsoon climate），主要分布在南亞與东南亚，由于受到季风的影响，不同的季節風向會有明顯的變化，且在冬季時會有旱月，降水量可能會出現小於60毫米（mm）的情況。判定条件为最乾月降水量少于60（mm）且高于（100-0.04×年平均降水量）。
- Aw：熱帶乾濕季氣候（英語：Tropical wet and dry or savanna climate），有旱季和湿季的分別，最乾旱月份降水可能會在60毫米（mm）以下。判定条件为最干月降水量同时少于60毫米（mm）和（100-0.04×年平均降水量），且旱季位于冬季。

### B：乾旱帶

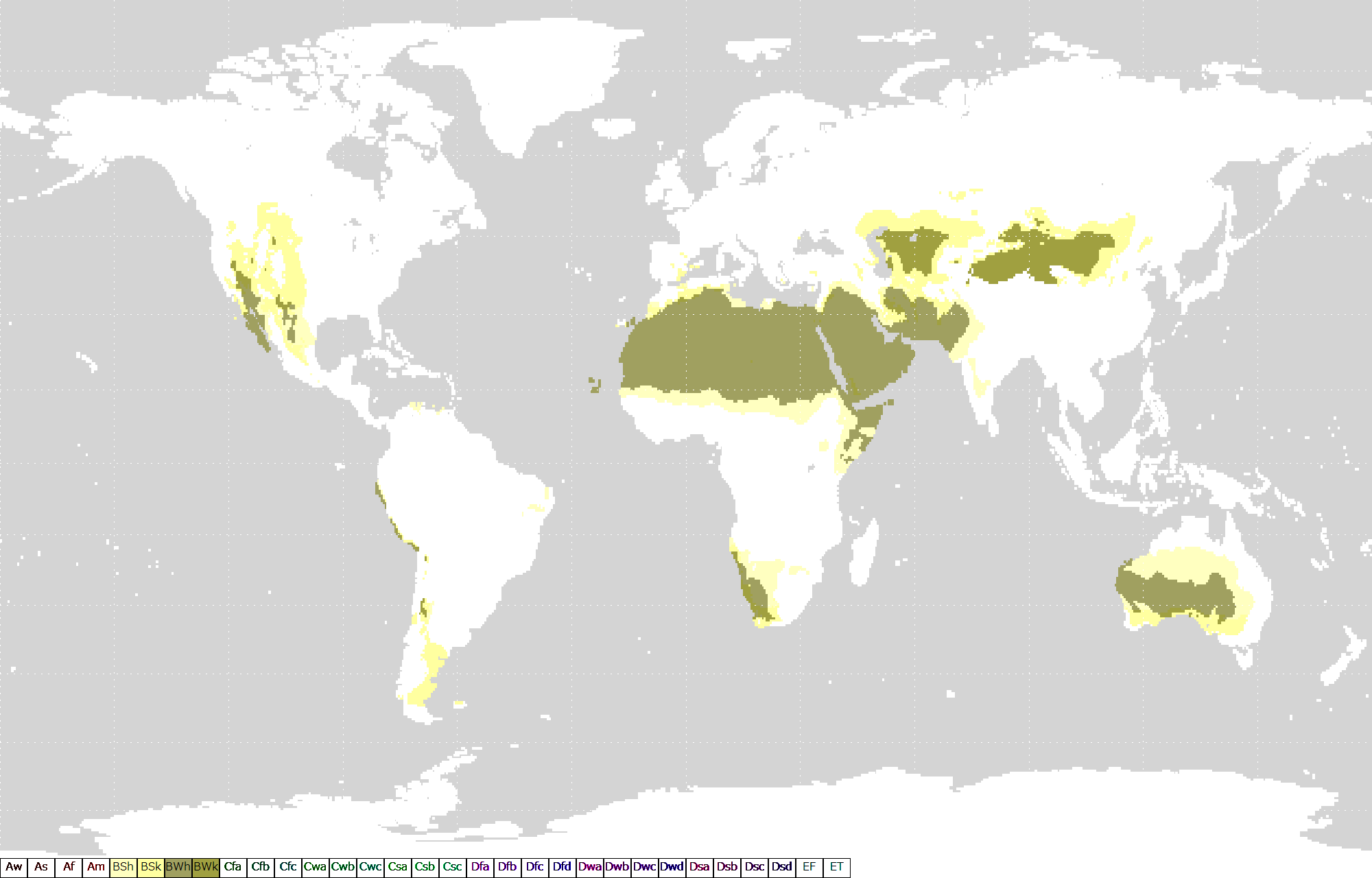
柯本气候分类 - 乾旱型氣候

此处的夏季，在北半球指4-9月，在南半球指10-3月，此处的冬季 ，在北半球指10-3月，在南半球指4-9月。
阈值以毫米为单位，通过将摄氏度的年平均温度乘以20来确定，然后加上以下值：
- 如果降水最多月在夏季，则加280。
- 如果全年降水均匀，则加140。
- 如果降水最多月在冬季，则不加。

如果全年降雨量低于阈值的50％，则分类为BW（沙漠气候）; 如果处于阈值的50％-100％范围内，则分类为BS（半干旱气候）。

### C：温暖带

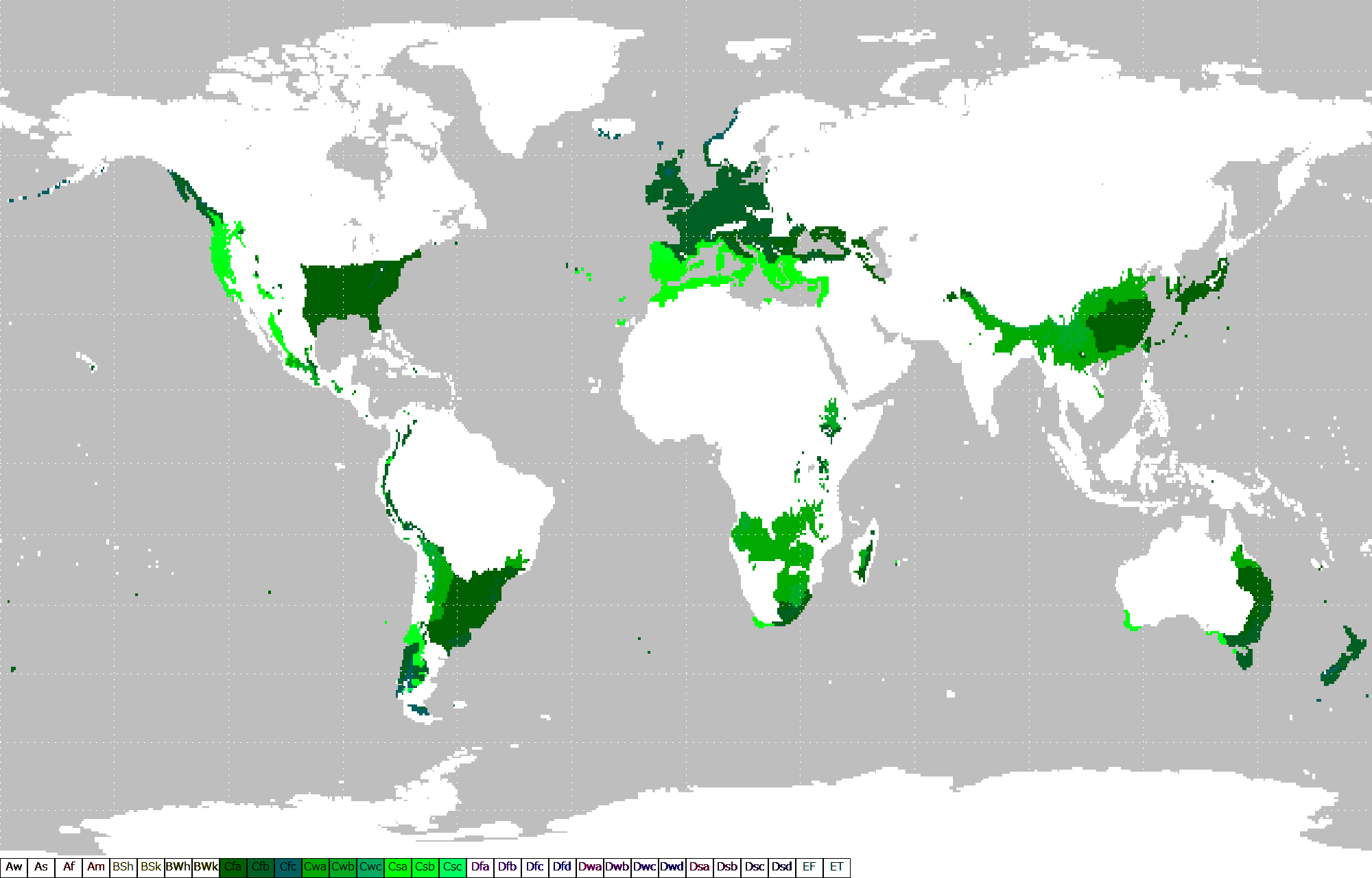
柯本气候分类 - 温暖带

最热月均大于10 °C，最冷月均温在0～18 °C之间。根据降水季节分配再分为三个气候型：
- Cs夏乾温暖气候，或称地中海型氣候，夏半年最乾月降水量小于40毫米，且小于冬季最多雨月降水的三分之一。
- Cw冬乾温暖气候，夏季最多雨月降水至少十倍于冬季最乾月降水。
- Cf常湿温暖气候，降水不足上述比例者。

### D：亚寒带

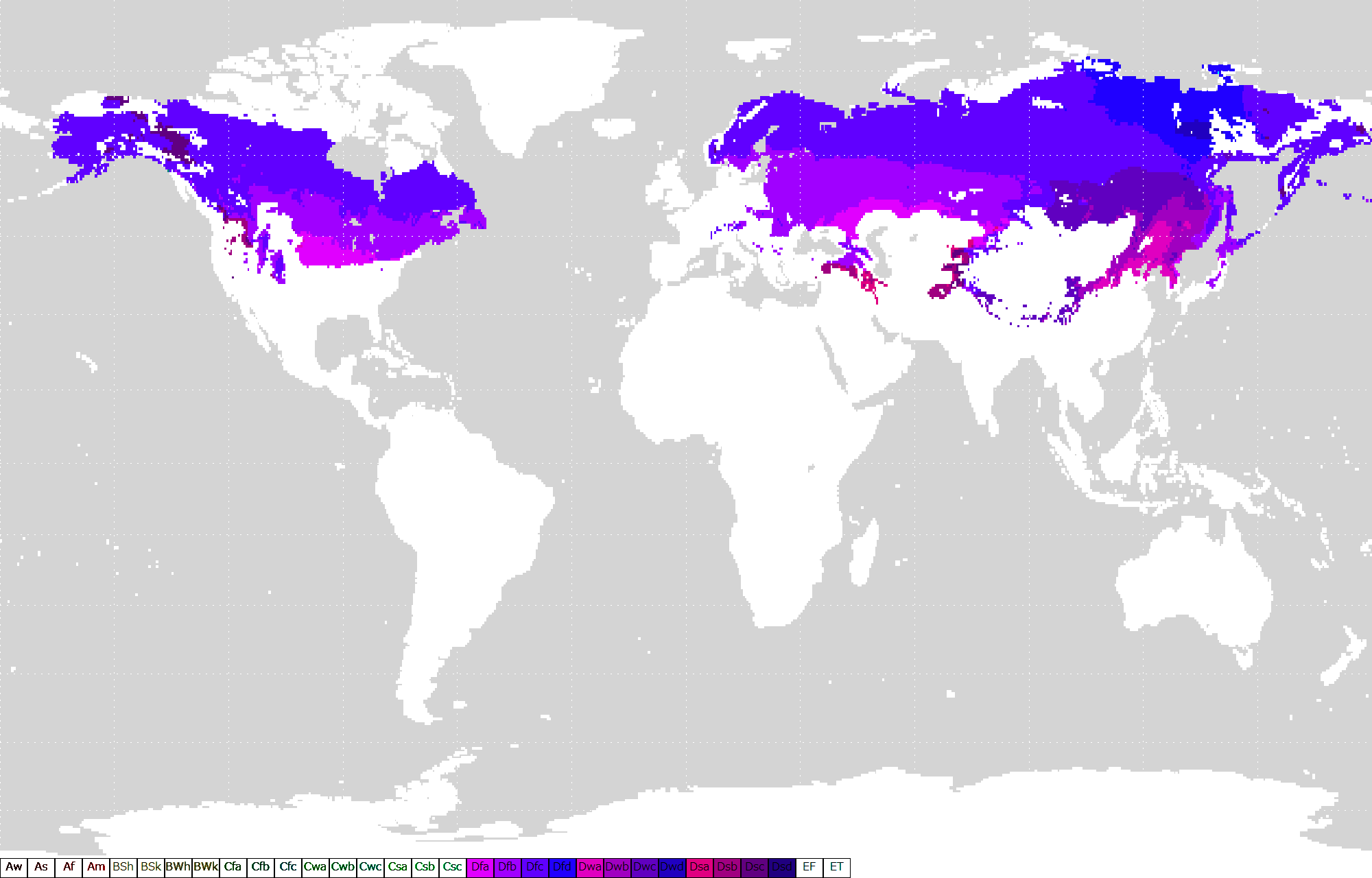
柯本气候分类 - 冷温带

最热月均温在10 °C以上，最冷月均温在0 °C以下。再根据降水的季节分配，分为以下两种气候型：
- Df常湿冷温气候，全年降水分配均匀。
- Dw冬干冷温气候，夏季最多雨月降水至少十倍于冬季最乾月降水。

### E：极地带

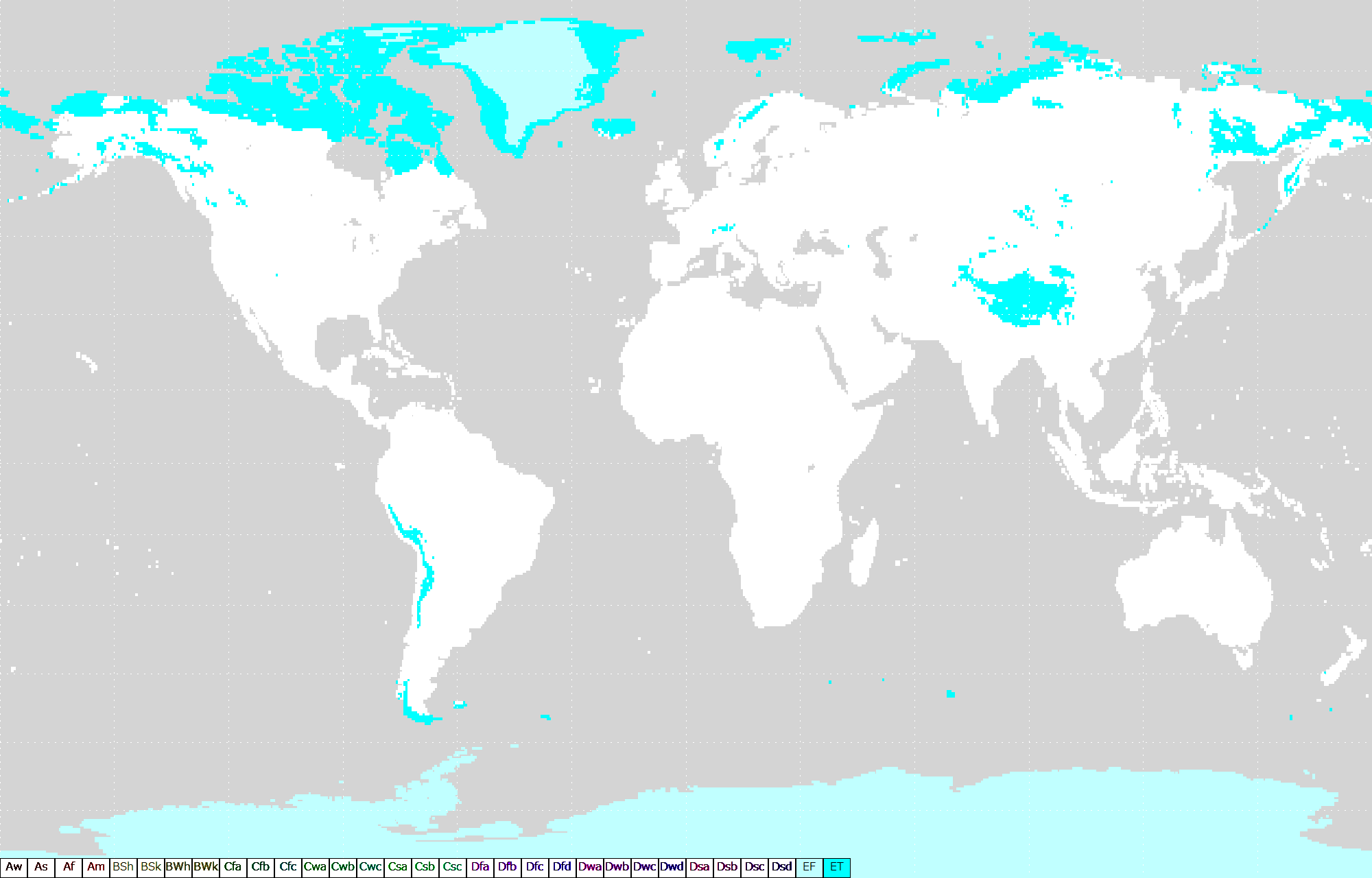
柯本气候分类 - 极地带

全年寒冷，最热月均温在10 °C以下。
- ET苔原气候，最热月均温在10 °C以下，0 °C以上，可生长苔藓、地衣等植被。
- EF冰原气候，最热月均温在0 °C以下，终年积雪。

## 其它氣候地圖
所有地圖均使用≥0°C的氣象溫度定義並且以18°C的年均氣溫閾值區分乾溼季。

非洲的柯本氣候分佈圖
北美的柯本氣候分佈圖
中亞的柯本氣候分佈圖
東亞的柯本氣候分佈圖
澳洲/大洋洲的柯本氣候分佈圖
歐洲的柯本氣候分佈圖
中東地區的柯本氣候分佈圖
南美的柯本氣候分佈圖
南亞的柯本氣候分佈圖
東南亞的柯本氣候分佈圖
俄羅斯的柯本氣候分佈圖